# GK Elite Sportswear
GK Elite Sportswear est une société américaine de vêtements de sport adaptés pour la gymnastique, y compris les Pom-pom girl et des articles pour la danse. GK a été fondée en 1981 et est aussi un fournisseur de matériel pour Adidas, depuis 2000. Le siège social est situé à Reading, en Pennsylvanie.

## Historique
Le 3 octobre 2016, GK  signe un contrat avec Disney pour concevoir et vendre une collection de justaucorps et vêtements de sports avec des motifs Disney.